# 克洛伊·金
克洛伊·金（英語：Chloe Kim，韓語： / 金善、2000年4月23日—），韩裔美国单板滑雪女将。在2018年平昌冬奥会上，年仅17岁克洛伊赢得单板滑雪U型场地项目的金牌，成为最年轻的单板滑雪奥运冠军。此外，她是世界极限运动会四届金牌得主，还是首位在冬季青年奥林匹克运动会单板滑雪项目夺得两枚金牌的女选手。

## 早年
金在美国加利福尼亚州长滩出生，在附近的托伦斯长大。父母均来自韩国。为了女儿学习滑雪，父亲辞掉工作，专程开车带她上山滑雪。每逢有比赛，父亲都会陪着金去参加。4岁时，金在南加州度假胜地高山滑雪场完成对单板滑雪的启蒙，6岁时便随高山滑雪队参加比赛。8到10岁时，她在瑞士瓦莱州受训，之后回到加州在猛犸山滑雪场训练。2013年，金加入美国国家单板滑雪队。

## 生涯
金由于年龄不符标准无法参加2014年索契冬奥会，但她仍有资格参加同年的冬季世界极限运动会，她在该赛事中赢得超级U型场项目银牌，仅次于凯莉·克拉克。次年，克洛伊击败克莱克，赢得U型场金牌。年仅14岁的金成了赛事最小的金牌得主，直到2016年被13岁的凱莉·西爾達魯打破纪录。在2016年的极限运动会上，她成了首位在一届极限运动会上连夺两枚金牌的16岁以下选手。在同年的美国单板滑雪大奖赛上，她成了首位实现1080度连续翻转动作的女选手，凭借这个动作夺得100分满分。据全国广播公司报道，她是继肖恩·怀特后第二位完成这一壮举的运动员。
2016年冬季青年奧林匹克運動會上，克洛伊被选为美国代表队开幕式旗手，成为首位在冬奥会或青奥会上担任美国国家队旗手的单板滑雪运动员。冬青奥会期间，她在女子U型场地决赛中以96.50创下当时青奥会的高分纪录，并成为首位赢得青奥会单板滑雪金牌的美国女选手。后来她获年度卓越运动员大奖最佳突破运动员奖提名。
2018年平昌冬奥会是金首次参加冬奥会。在教练瑞奇·鲍威尔（Ricky Bower）的指导下，她在女子U型场地决赛中夺得金牌。她的首轮得分93.75领先第二名8.5分，次轮得分接近满分100，为98.25分，领先第二的中国选手刘佳宇将近10分。她也是在奥运会上实现1080翻转两周的最年轻女选手。17岁夺取奥运金牌的她，也打破了克莱克18岁夺冠的纪录。
2022年北京冬奥会，金凭借94.00的高分成功卫冕女子U型场地冠军，成为首位连续两届获得该项赛事金牌的选手。

## 私生活
金是韩裔美国人，属于第二代美国人。父母都是韩国来的移民。她的许多亲人还在韩国。她的奶奶曾亲自去平昌奥运赛场看她比赛。金擅长多国语言，韩语、法语和英语流利。夺取奥运金牌后，金登上《体育画报》封面，并为家乐氏玉米片代言，芭比娃娃以她的形象打造了玩偶产品。网友们在金夺冠后涌入她的社交媒体帐号互动，她因此成为网络红人。此外，金被普林斯顿大学破格录取为2022届学生。在2018年年度卓越运动员大奖上，她收获最佳女运动员、最佳女奥运运动员和最佳体育运动员三项大奖。